# 寬尾臂燈魚
寬尾臂燈魚（学名：Stenobrachius nannochir）为輻鰭魚綱燈籠魚目灯笼鱼科的其中一種。分布於北太平洋區，包括鄂霍次克海、千島群島與美國的太平洋海岸海域，為深海魚類，棲息深度可達3400公尺，體長可達11公分。

## 外部連結
寬尾臂燈鱼的圖片 （页面存档备份，存于）